# Alber Elbaz
Alber Elbaz (12. června 1961, Casablanca, Maroko – 24. dubna 2021, Paříž, Francie) byl jedním z nejúspěšnějších módních návrhářů všech dob. Od roku 2001 byl kreativním ředitelem pařížského módního domu Lanvin, jež se zrodil z ducha výjimečné ženy – Jeanne Lanvin.

## Životopis
Alber se narodil do židovské rodiny umělců, jeho matka byla malířkou, otec zase zkušeným kadeřníkem, takže tvůrčích genů bylo v jejich kruzích spousta. Zhruba v jeho deseti letech emigrovala celá rodina do izraelského města Tel Aviv, kde malý Alber prožil skoro celé své dětství, vystudoval zde univerzitu textilního inženýrství a designu Shenkar. V roce 1985 se s dvěma kufry ovšem přestěhoval do New York City, kde po několik let sbíral užitečné zkušenosti, například ve výrobně šatů pro matky nevěst.

## Kariéra

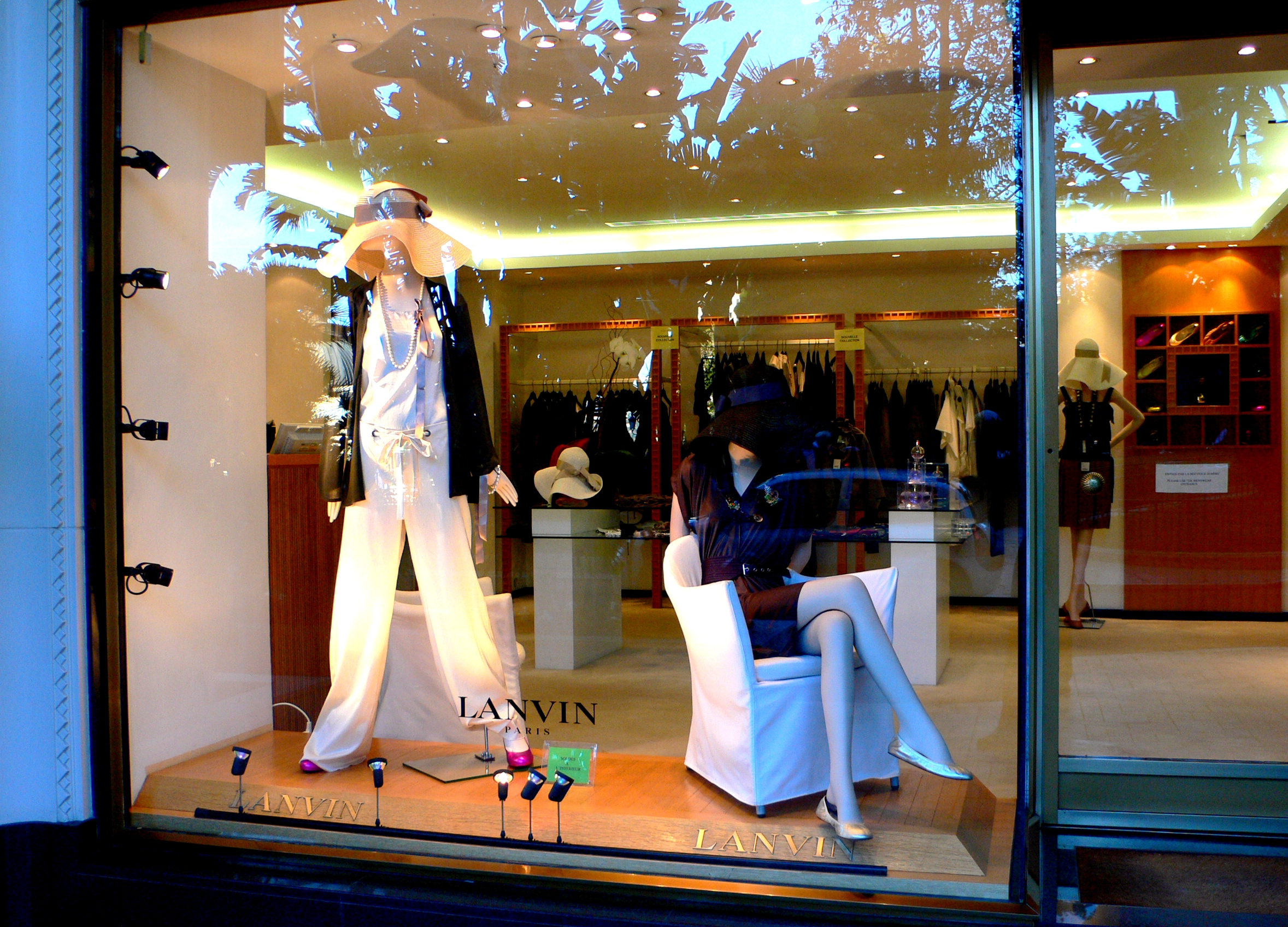
Obchod Lanvin v Monte Carlo

Po opuštění pracovního místa u Geoffreyho Beena po sedmi letech, kde pracoval od stolku v převlékací místnosti, byl v roce 1996 přijat francouzskou firmou specializující se na vysokou krejčovinu, Guy Laroche. Firma v té době vlastnila 15 butiků po celém světě. To vše stačilo k tomu, aby o rok později vystoupil se svou první dámskou kolekcí ready-to-wear pro značku Yves Saint Laurent. Jeho talent byl okamžitě rozpoznán, a z Albera začal vyrůstat následovník samotného Laurenta, který v té době odcházel do důchodu. Na jeho místo se ovšem nakonec nedostal, byl propuštěn zástupcem Gucci Group, návrhářem Tomem Fordem.
Později pracoval pro společnost Krizia v Itálii a až v roce 2001 se konečně dočkal nabídky snů – byl přijat firmou Lanvin (založenou již v roce 1889 a fungující nepřetržitě až do roku 1993). Firma byla odkoupena od společnost L'Oréal tchajwanským magnátem jména Shaw-Lan Wang. Jako nový kreativní ředitel převzal vedení nad všemi kolekcemi, což způsobilo v tomto francouzském módním domě naprostou renesanci. Jeho první nezapomenutelná podzimní kolekce byla mezi širokým publikem, novináři i profesionály absolutním úspěchem, za čímž stojí především rozvinutí tradice tohoto slavného salónu, dokonalá znalost vlastní klientely a jejích potřeb.[zdroj?] Záhy si jej všiml časopis Vogue, který k odstartování jeho závratné kariéry přispěl kvalitní kritikou.

## Tvorba
Od té doby sláva tohoto originálního malého návrháře zavalité postavy, který je typický nošením černým brýlí s tlustými obroučkami a obleku doplněného o barevného motýlka, roste každým dnem. Vytváří podmanivé siluety ve formě sofistikovaných kostýmů, vyniká v tvorbě večerních rób a kabátků. Vsází především na pohodlnost, snaží se uspokojit všechny typy postav žen i mužů, nepodléhá novodobým trendům a nebojí se ani různých kombinací materiálů. V posledních letech se stejně tak soustředí na luxusní svatební róby, doplňky nebo parfémy.
V roce 2005 mu byla udělena mezinárodní cena amerického sdružení Council of Fashion Designer of America (CFDA). Obléká takové hvězdy jako je Nicole Kidman, Kate Moss, Chloé Sevigny nebo Sofia Coppola. Časopis Time jej v roce 2007 zařadil do žebříčku sta nejvlivnějších lidí na planetě a také byl jmenován jako Chevalier of the Légion d'Honneur, Paris. Jeho úspěch tkví především v tom, že se vždy snaží být tím, kdo je, nenechává se ovlivnit okolím.[zdroj?] Dokáže dobře mluvit s druhými lidmi, protože si moc dobře uvědomuje, že se mu to dříve nebo později vrátí, nebojí se tvrdé práce, cestuje po světě a hledá inspiraci a energii po všech kontinentech.[zdroj?]
V rámci svého hlavního ateliéru používá soukromou pracovnu, její stěny zdobí fotografie ze starých černobílých filmů.[zdroj?] Pracovní stůl, jako památka na Jeanne Lanvin, slouží především jeho každodenním kreativním pracím. Rok 2010 se nesl v duchu otevírání nových butiků: NYC – Madison Avenue, Las Vegas a také v Malibu. V roce 2011 přišly na řadu další tři, tentokrát v Moskvě.
Alber se věnuje haute couture, spolupracoval se švédským módním řetězcem H&M (2010), publikoval 3000 stránkovou knihu plnou fotografií dokumentujících práci celého domu od jeho zrodu (2012) a také navrhl exkluzivní kosmetickou řadu pro Lancome (2013). Nadále chce pokračovat v dodržování dlouholeté tradice původní zakladatelky a hodlá vytvářet věci pro matky a jejich dcery, pro babičky a jejich vnučky a nově chce kolekci obohatit o dětské kousky.[zdroj?]